# Birkholz (Bernau bei Berlin)
Birkholz ist ein Ortsteil der Stadt Bernau bei Berlin. Die Stadt gehört zum Landkreis Barnim im Bundesland Brandenburg. Bis zur Kreisreform im Jahr 1993 war Birkholz, einschließlich Birkholzaue, eine selbstständige Gemeinde mit 417 Einwohnern innerhalb des Kreises Bernau. Im heutigen Bernauer Ortsteil Birkholz leben etwa 290 Einwohner.

## Geografie

### Geografische Lage
Birkholz ist der südlichste Ortsteil von Bernau. Die Grenzen des Ortes bilden im Westen, Süden und Südosten auch die Bernauer Stadtgrenze zu den umliegenden Gemeinden. Im Westen verläuft die Grenze zum Ortsteil Schwanebeck der Gemeinde Panketal entlang der A 11, wobei die Autobahn bis zur Brücke der Schwanebecker Straße über die A 11 auf Birkholzer Gebiet liegt. Hinter der Brücke über die Autobahn schwenkt die Stadtgrenze nach Südosten und belässt das Autobahndreieck Barnim und die Siedlung Neu Schwanebeck bei Panketal. Im Süden reicht eine kleine Ecke des Ortsgebietes von Birkholz über die A 10; die Grenze verläuft vor dem Jürgensbusch nach Nordosten und bildet dort die Grenze zum Ortsteil Blumberg der Gemeinde Ahrensfelde.
Nach Querung der Birkholzer Straße erreicht die Grenze das Waldgebiet vor der Bernauer Chaussee, von wo sie an der Waldkante in Richtung Norden verlaufend das Waldgebiet bei Blumberg belässt. Weiter nördlich ist die genaue Abgrenzung von Birkholz zum Bernauer Ortsteil Birkholzaue bisher nicht festgelegt. Birkholzaue war vor 1993 ein Ortsteil der Gemeinde Birkholz bis an die Bernauer Chaussee in der Nordostecke des Gemeindegebietes. Die Nordgrenze sowohl von Birkholzaue als auch von Birkholz bildet die Seestraße zum Blumberger Ortsteil Elisenau. In Richtung Westen führt die Nordgrenze von Birkholz zum Bernauer Ortsteil Birkenhöhe von der Seestraße über die Bernauer Straße zur A 11.

### Naturraum
Birkholz liegt abseits der Bernauer Heerstraße inmitten einer kuppigen und welligen Grundmoränenlandschaft auf der Hochfläche des Barnim. Nördlich des Ortes beginnt eine Kette von Osern, die sich bis Ahrensfelde-Marzahn hinziehen. Diese Oser, die sich wie breite Eisenbahndämme aus dem Gelände herausheben, bestehen aus Kiesen, Sand und Steinen. Sie sind das Ergebnis der letzten Eiszeit, wo sich nach dem Rückzug des Eises in den Schmelzwasserrinnen die mitgebrachten Materialien ansammelten. Im Boden befindet sich sehr fruchtbarer Geschiebemergel. Höchste Erhebung von Birkholz ist mit 81,2 Metern der Spitze Berg nahe der Neubauernsiedlung im Norden des Ortsteilgebietes. In der Umgebung von Birkholz gibt es teils naturbelassene Bereiche wie Feuchtbiotope, Gräben, Baum- und Buschgruppen und Wiesen. Eine außerordentliche Vielfalt von Feder-, Nieder- und Rehwild ist hier anzutreffen. Die alljährlich zu beobachtenden Weihen haben zum Beispiel ihre Brutgebiete in der Baum- und Buschgruppe des mit Schilf bestandenen Feuchtbiotops östlich des ehemaligen Reitplatzes. Regelmäßig werden auch Kiebitze, Falken, Milane, Reiher, Störche, Kraniche, Graugänse, Schwäne, Grünspechte, Goldhähnchen, Rotkehlchen, Nachtigallen und verschiedene Reptilien beobachtet, zum Beispiel Blindschleichen.

## Geschichte

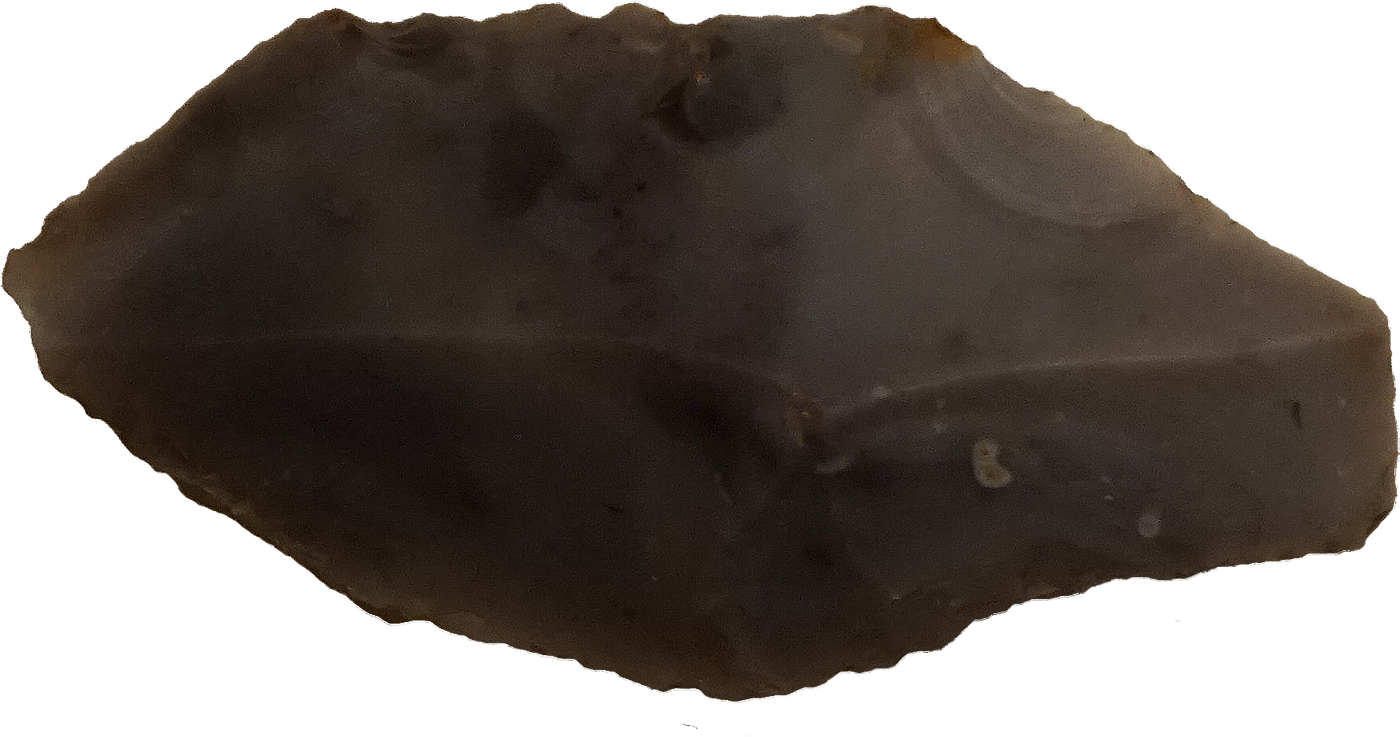
Jungsteinzeit Schabermesser Zufallsfund in Birkholz

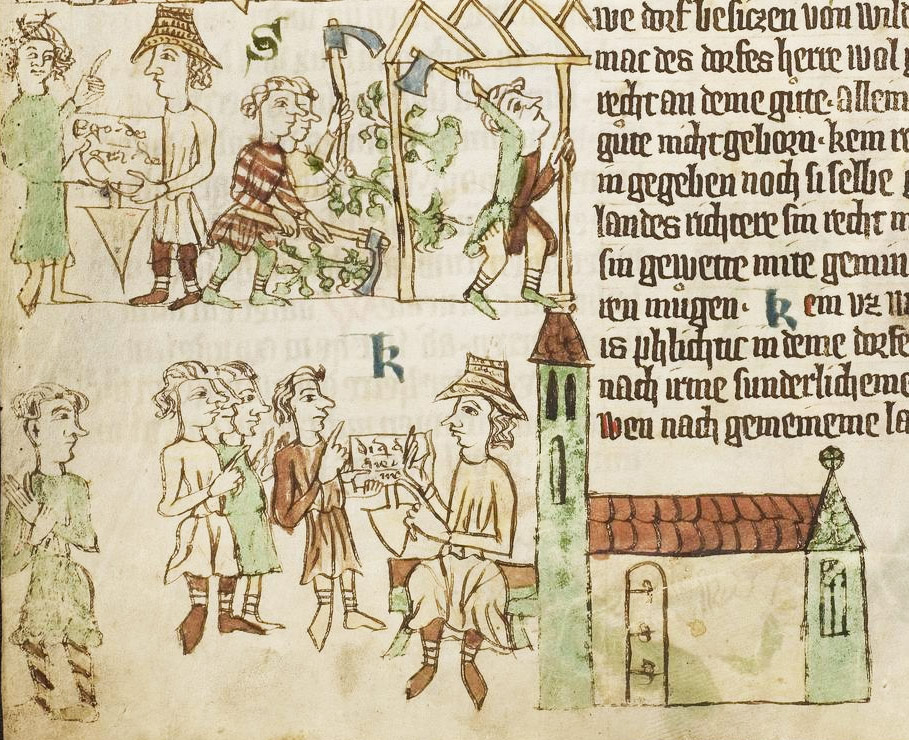
Gründung eines Dorfs während der Deutschen Ostsiedlung, Heidelberger Sachsenspiegel

Die Region Birkholz als Siedlungsort wurde schon in der Jungsteinzeit (Neolithikum ca. 11.500 v. Chr. in Mittel- und Westeuropa) bewirtschaftet. Zeugnis ist ein Schabermesser aus Feuerstein, das am 9. November 2017 am Dorfanger gefunden wurde. Ein weiteres Zeugnis ist das Bodendenkmal (Nr. 40555) Siedlung Rast- und Werkplatz Mesolithikum in der Gemarkung Birkholz, auf der heutigen Grenze zu Blumberg.

### Mittelalter
1230 begann die Aufsiedelung des Barnims gemäß den Vorgaben der Markgrafen Otto III. und seines Bruders Johann I. Es wurde flächendeckend mit großen regelmäßigen Anger- und Straßendörfern mit eigenen Pfarrkirchen angesiedelt. Die Kirche von Birkholz stammt aus der zweiten Hälfte des 13. Jahrhunderts. 1266 wurde der Dachstuhl über dem Chor der Dorfkirche Birkholz errichtet. Zu dieser Zeit war Otto IV „mit dem Pfeil“ aus dem Hause der Askanier Markgraf von Brandenburg. Um 1280 wurde der Ort selbst erstmals bei der Bede für Otto IV. urkundlich erwähnt.
1365 hatten Peter von Blankenfelde (* um 1335; † nach 1396), Bürgermeister von Berlin, und sein Bruder Hans Eigentum in Birkholz, aus Afterlehen der Gebrüder Hans und Heinrich von der Gröben. 1375 verfasste der kaiserliche Landreiter für das Landbuch Kaiser Karls IV. einen genauen Bericht über die mittelalterlichen Verhältnisse in Birkholz (verschiedene Schreibweisen: „Bercholitz“, „Berchholz“). Birkholz hatte damals 52 Hufen. 1376 traten die Gebrüder Hans und Peter von Blankenfelde ihre Rechte an Birkholz an den Rat der Städte Berlin und Cöln ab. 1450 wurde Birkholz im Schoßregister des Kurfürsten Friederich II. (Eisenzahn) genannt, und zwar mit der ersten Erwähnung einer Bockwindmühle und den Abgaben und dem Besitz, die sich zur Hälfte die Städte Berlin und Cöln teilten. 1461 verkauften die Brüder Lukas und Peter Trebbuse (in unterschiedlicher Schreibweise auch „Trebitz“ und „Trebus“) den Städten Berlin und Cöln 10 Stück Geldes aus dem Dorfe „Berkholz“ und seiner Feldmark für 120 Schock Groschen märkischer Landwährung.

### Frühe Neuzeit
Das Bistum Brandenburg gliederte sich zu Anfang des 16. Jahrhunderts in 18 „Sedes“ (lateinisch: Sitze) genannte Verwaltungsbezirke, denen jeweils ein Erzpriester vorstand und die nach dem Ort benannt wurden, in dem dieser seinen Sitz hatte. Birkholz gehörte zur Sedes Bernau, also hatten die Birkholzer in Bernau die dem Grundherrn zu leistenden Abgaben zu entrichten. Dieses „Hufengeld“ betrug in den 1520er Jahren 24 Groschen und 6 Pfennige, ohne die Rückstände aus 48 Hufen. Von 1542 bis 1579 war Johann von Blankenfelde (* 1507; † 1579), Bürgermeister der Stadt Berlin und Cölln, der Erbherr von Birkholz, Blankenburg, Weißensee und Kaulsdorf.
1608 bezeichnete der Landreuter Peter Schulzen in seinem Verzeichnis des Niederbarnimschen Kreises Birkholz als wüste. Kaum hatte sich die Gemeinde einigermaßen erholt, so brach 1618 der Dreißigjährige Krieg aus. Die Besitzer von Birkholz wechselten in der Folgezeit mehrfach:
- 1669 kam Gerhard Bernhard Freiherr von Pölnitz der Aufforderung des Großen Kurfürsten von Brandenburg nach und kaufte der Familie Röbel für 15.000 Taler die Rittergüter Buch, Karow und Birkholz ab.
- Nach seinem Tod 1679 verwaltete seine Witwe, Eleonora Freifrau von Pölnitz (* um 1620; † März 1700), auch Eleonoren von Naßau genannt, eine uneheliche Tochter von Fürst Moritz von Oranien, 21 Jahre lang den Besitz, den ihr Mann ihr auf Lebzeiten überschrieben hatte.
- Nach ihrem Tod erbten die Enkel Friedrich Moritz und Karl Ludwig von Pöllnitz die Güter.[14]
- 1724 veräußerten die Brüder den Besitz für 45.000 Taler an Adam Otto von Viereck.[15]
- 1747 trat der Magistrat von Cölln seine Anteile an Birkholz an Adam Otto von Viereck ab, der somit dessen Alleinbesitzer wurde.[16]
- 1761 vererbte Otto von Viereck seinem Schwiegersohn, dem Geheimen Rath und Dompropst Friedrich Christian Hieronymus von Voß (* 1724; † 3. Oktober 1784), das Dorf Birkholz.[16] Nach dessen Tod 1784 übernahm sein Sohn Otto von Voß die Güter Buch, Karow und Birkholz.

### 19. Jahrhundert
1828 gehörte Birkholz den Grafen Friedrich Wilhelm Maximilian von Voß (* 3. Mai 1782; † 28. Februar 1847) und Karl Otto Friedrich von Voß (* 26. September 1786; † 3. Februar 1864). Birkholz war in die Matrikel der landtagsfähigen Rittergüter eingetragen. Von den Erben der Grafen Voß kaufte 1908 die Gemeinde Weißensee die Güter. Weißensee hatte sich zu einem Kanalisationsverbund mit Hohenschönhausen und Heinersdorf zusammengeschlossen. Birkholz sollte als Rieselfeld für die Abwässer der Gemeinden dienen.
Am 22. März 1897 feierte man in Birkholz den 100. Geburtstag von Wilhelm I., König von Preußen und deutscher Kaiser. An diesem Tag wurden auf dem Birkholzer Dorfanger und in Schwanebeck zwei so genannte Kaisereichen (Stieleichen) aus dem Sachsenwald gepflanzt, Geschenke des Altkanzlers Otto von Bismarck.

### Ab dem 20. Jahrhundert
1912 wurde nach Plänen von Otto Pasedag eine Abwasser-Pumpstation gebaut. Eine Fläche von 570 Hektar im Norden von Birkholz wurde zum Rieselfeld, den Betrieb stellte man 1922 ein.
Im Jahr 1934 gründete sich eine Freiwillige Feuerwehr, die heute noch aktiv ist.
Am 6. Dezember 1993 wurde Birkholz nach Bernau eingemeindet. Seit Anfang Juni 2014 ist Birkholz ein Ortsteil mit Ortsbeirat.
7. Oktober 2016: In Birkholz wird das neue gebaute Dorfgemeinschaftshaus, durch den Bürgermeister der Stadt Bernau André Stahl übergeben.

## Birkholz Neubauernsiedlung

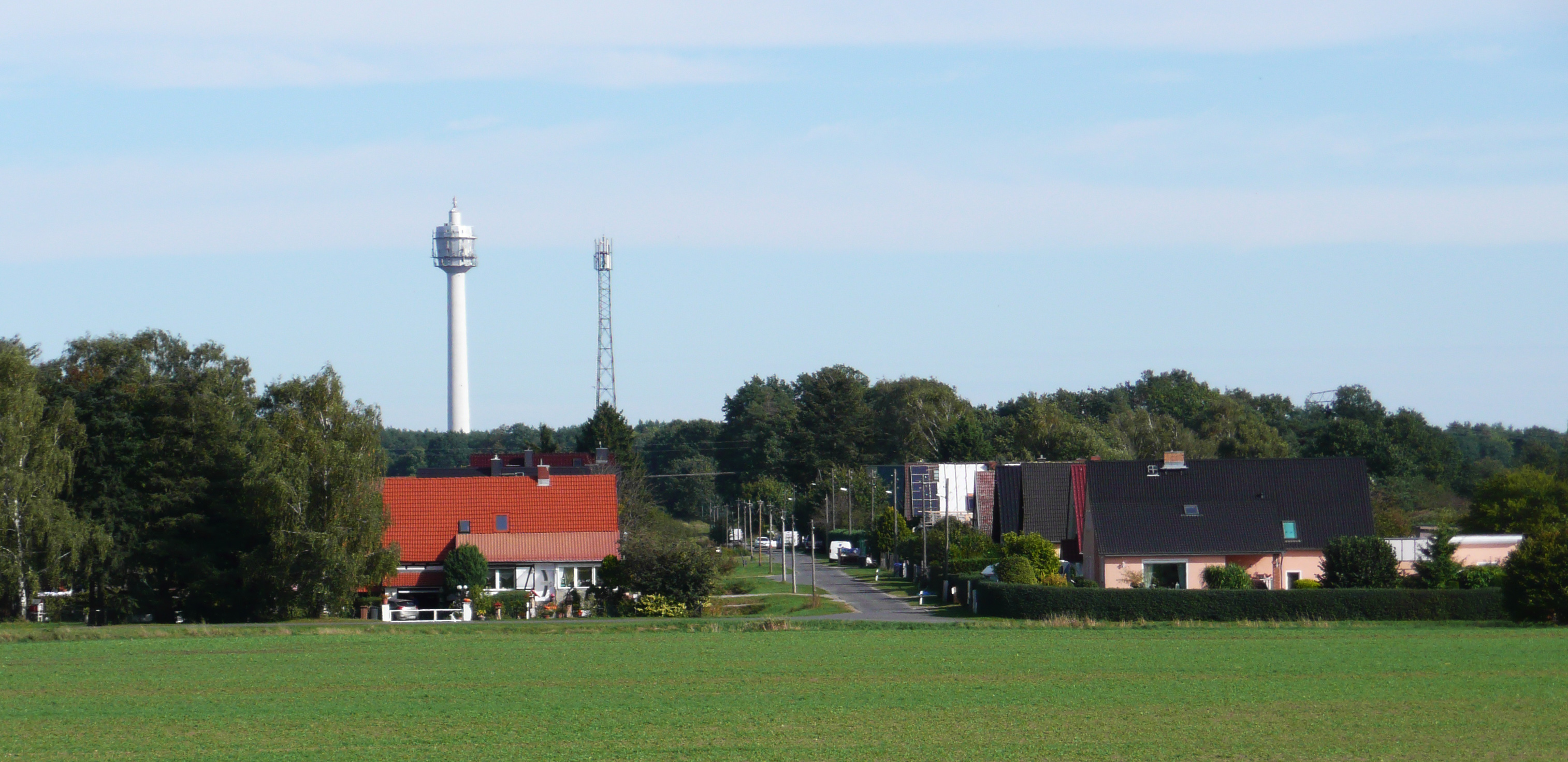
Die Neubauernsiedlung Birkholz entstand 1947 im Zuge der Bodenreform

Nach dem Zweiten Weltkrieg entstand 1947 nordöstlich von Birkholz die Neubauernsiedlung.
Die Siedlung entstand im Zuge der Bodenreform. Es wurden 13 Häuser mit Stallungen auf 3000 Quadratmeter großen Grundstücken errichtet. Zur Wasserversorgung für den Eigenbedarf und das zu versorgende Vieh pumpten die Bauern Wasser aus Hofbrunnen auf den Grundstücken. Jeder Bauer konnte drei Hektar Wald und sechs Hektar Ackerland bewirtschaften. Nach Gründung der DDR 1949 traten die Bauern der landwirtschaftlichen Produktionsgenossenschaft (kurz LPG genannt) bei.
Nach 1990 wurden die Häuser verkauft und modernisiert. Im Jahr 1993 schloss man die Neubauernsiedlung an die zentrale Wasserversorgung an und neue Häuser kamen hinzu.

## Dorfkirche Birkholz

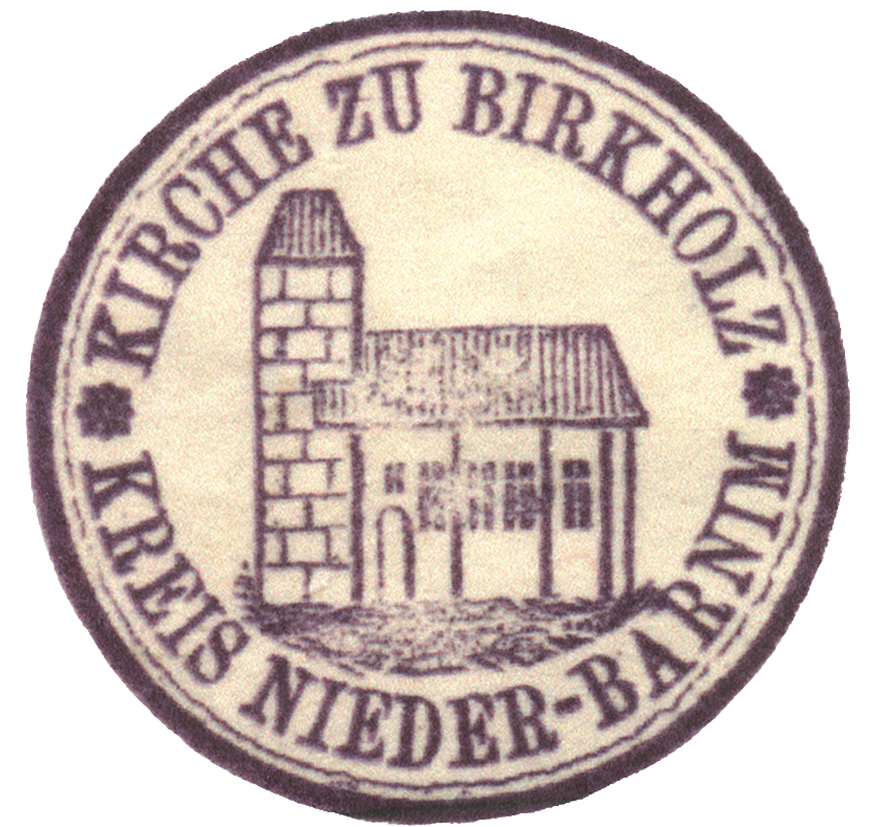
Kirchenstempel der Gemeinde Birkholz (Bernau bei Berlin) Kreis Niederbarnim nicht mehr gültig! (Darstellung der Kirche vor 1827)

Das in seiner ursprünglichen Gestalt weitgehend erhaltene Angerdorf besitzt eine der ältesten Feldsteinkirchen des Barnim, die durch eine dendrochronologische Untersuchung auf das Jahr 1266 datiert werden konnte.
In den Jahren  1401/1500 und 1501/1515 wurde die Dorfkirche Birkholz erweitert.
1598 erhielt die Kirche als evangelisches Prinzipalstück eine neue Taufe.
1599 wurde ein Kirchenbuch geschrieben, das heute noch im Besitz der Kirchengemeinde ist.
1681, zwei Jahre nach dem Tod ihres Mannes, stiftete Eleonora Freifrau von Pölnitz die Kanzel. Ihr Vater war Fürst Moritz von Oranien, Graf von Nassau-Dillenburg (* 13. November 1567 in Dillenburg, gestorben 23. April 1625 in Den Haag).
1821 schenkte der Mühlenmeister Karl Hindenberg der Birkholzer Kirche einen Kronleuchter aus Kristallglas.
Am 8. Oktober 1827 zerstörte ein Feuer den Turm, den Otto Carl Friedrich von Voß hatte erbauen lassen. Im Sommer 1829 wurde der Turm im Auftrag seiner Söhne, Friedrich Wilhelm Maximilian (* 3. Mai 1782; † 28. Februar 1847) und Karl Otto Friedrich (* 26. September 1786; † 3. Februar 1864) von Voß-Buch, neu errichtet. Den Entwurf und die Bauleitung übernahm der königliche Regierungsbauinspektor Salomo Sachs, Kollege von Karl Friedrich Schinkel, das Dach deckte Carl Justus Heckmann mit Zinkblech ein und die Vergoldungen führte Carl August Mencke aus Berlin aus.
Im Zweiten Weltkrieg suchten die durchmarschierenden sowjetischen Truppen nach deutschen Scharfschützen in Kirchtürmen. Dabei wurde der Kirchturm in Birkholz beschädigt. Über die Jahre wurde der Schaden nur notdürftig ausgebessert, sodass Wasser eindringen konnte. Den hölzernen Turmhelm befiel der Hausschwamm, wodurch er sich bis 1972 in westlicher Richtung neigte und die damalige Dorfstraße von 1966 bis 1972 gesperrt werden musste. Am 19. Oktober 1972 wurde der Turm gesprengt. Dabei entstand großer Schaden an wertvollen historischen Kulturgütern und am eigentlichen Kirchenbau, von dem nur die Chorseite erhalten blieb. Gesichert werden konnten aber die Turmrollen aus der zerstörten Bekrönung des Turms. Erst nach der Wende wurde 1990 mit der Sicherung und Restaurierung der noch vorhandenen Teile der Kirche begonnen. Seit 1993 steht die Kirche unter Denkmalschutz. Der Chorraum konnte weitgehend wiederhergestellt werden. 2001 wurde auch das Kirchenschiff durch ein Glasdach gesichert.
2002 gründete sich ein Förderverein, der die Wiederherstellung der Silhouette der Kirche und ihres Turmes von 1829 zum Satzungsziel hat. In der Masterarbeit Sommerkondensation in historischer Bausubstanz Untersuchungen in der Kirche Birkholz der Studentin Dipl.-Ing. (FH) Petra Schrimpf der Technischen Universität Berlin von 2004 wird die dringend nötige Trockenlegung des Mauerwerks betont.
2016 konnte der Jochbogen der Kirche durch den Einbau einer hölzernen Stützkonstruktion gesichert werden. Für diese Maßnahme wurden die Architektin und die Kirchengemeinde Birkholz mit einer Anerkennung für einen besonders angemessenen Umgang mit dem Denkmal im Rahmen der Vergabe des Brandenburgischen Denkmalpreises ausgezeichnet.

Dorfkirche Birkholz
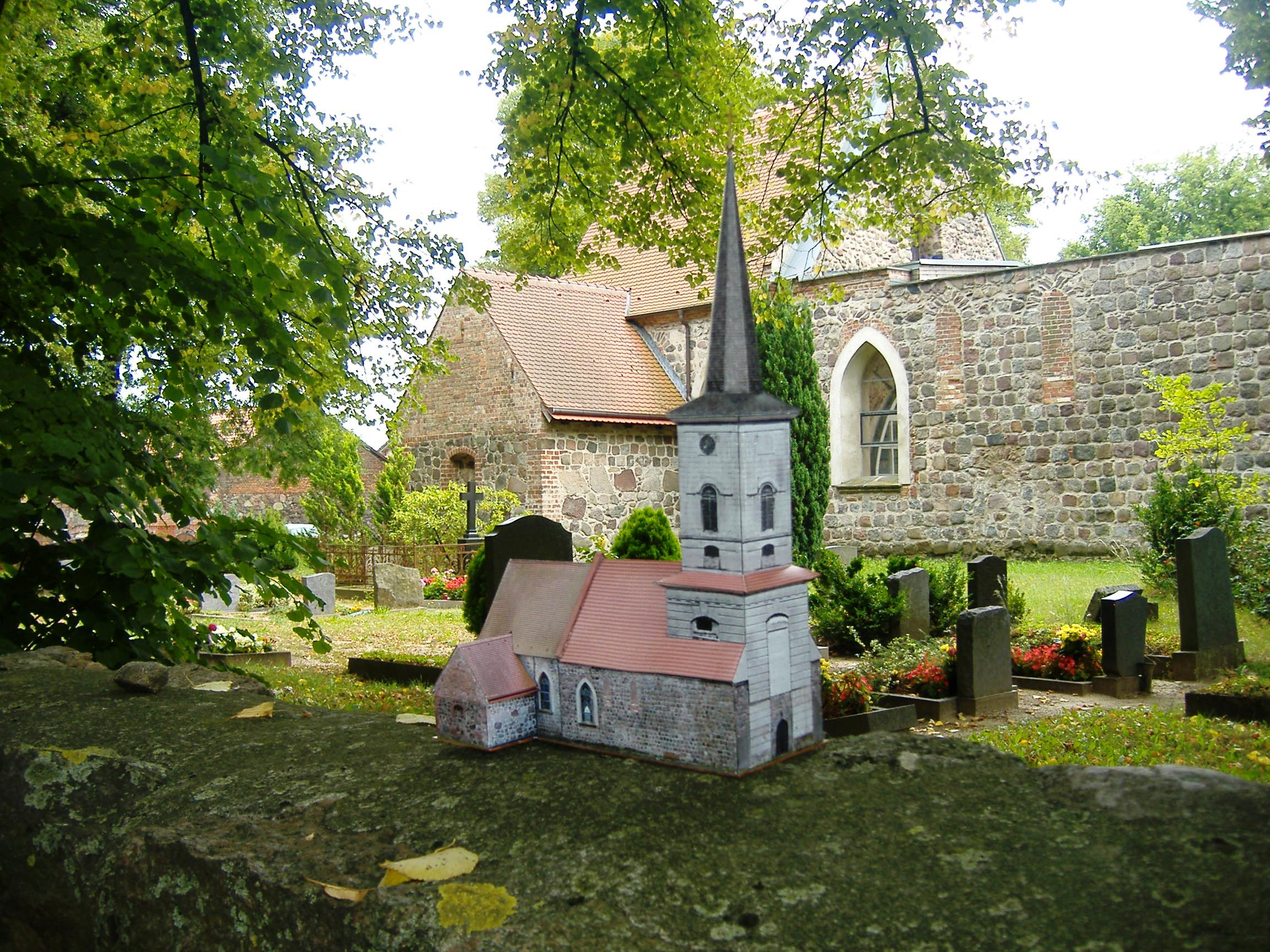
Modell 1:100 und Kirche Birkholz im Hintergrund
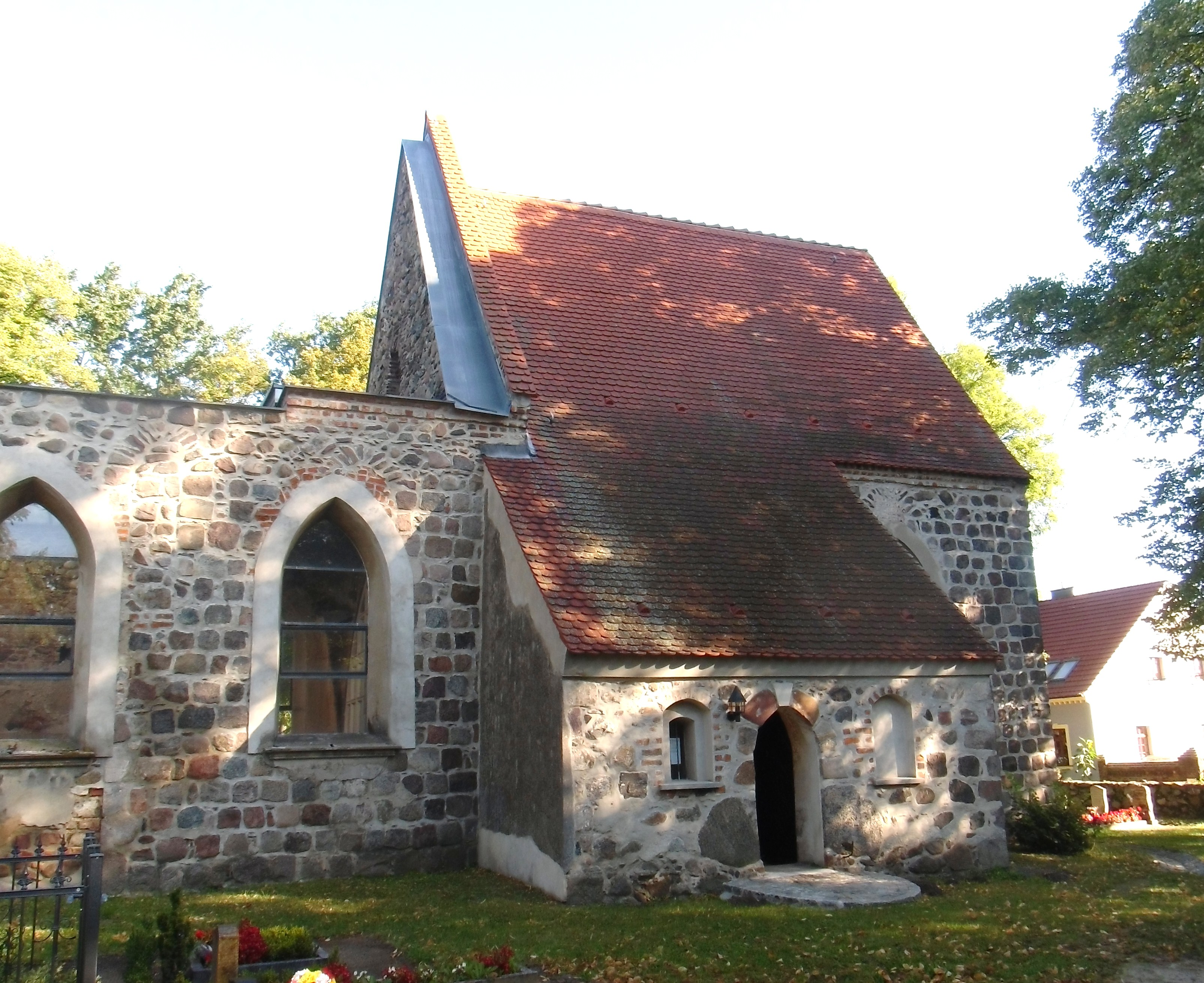
Südseite der Kirche von Birkholz
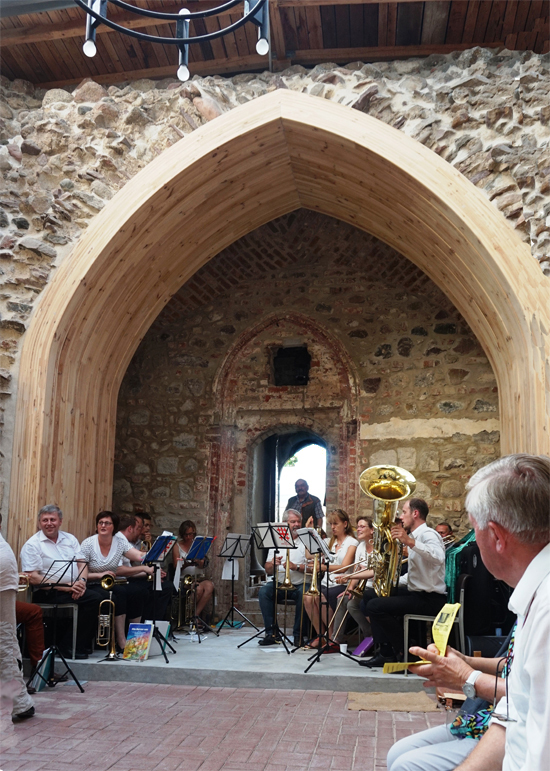
Der einsturzgefährdete Jochbogen im Turmbereich der Dorfkirche ist 2016 nach 44 Jahren gesichert worden. (Spätfolgen der Turmsprengung von 1972)
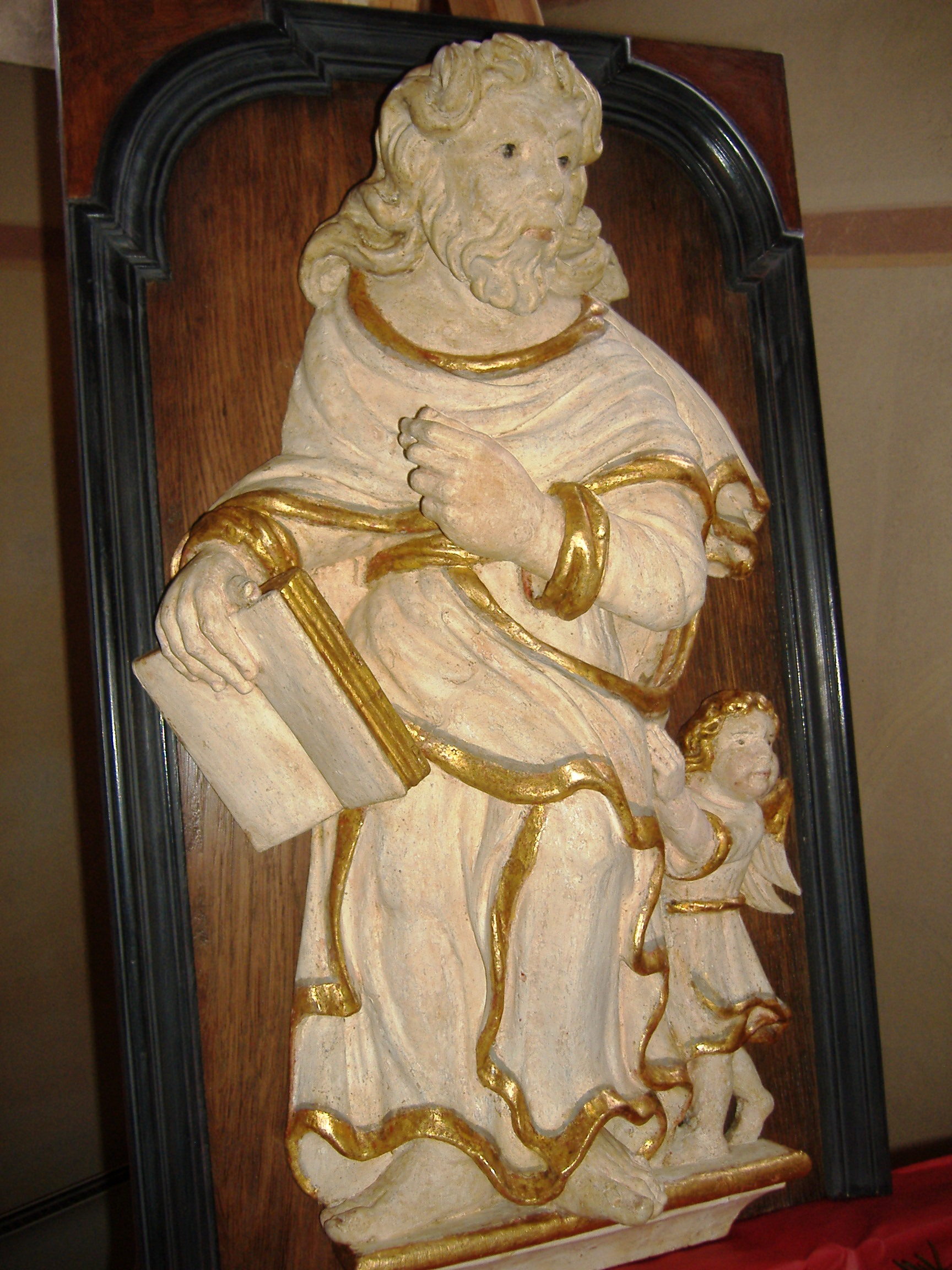
Kanzeltafelartefakt Matthäus mit dem Kind der Dorfkirche Birkholz Bernau bei Berlin. Kanzel 1681 von Eleonora Freifrau von Pölnitz gestiftet
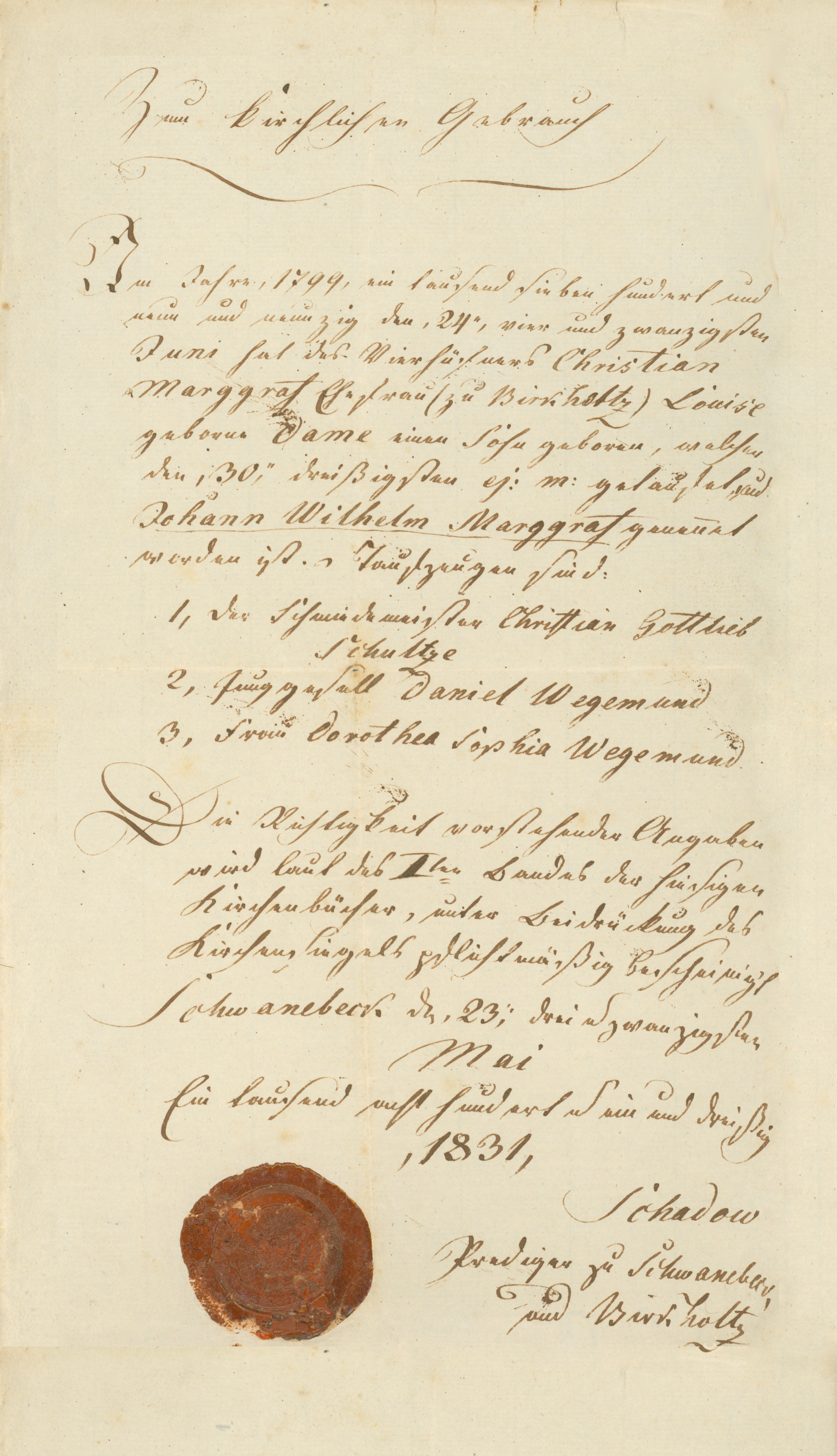
1831-05-23 Geburtsurkunde mit Siegel Kirchengemeinde Schwanebeck-Birkholz

## Sehenswürdigkeiten

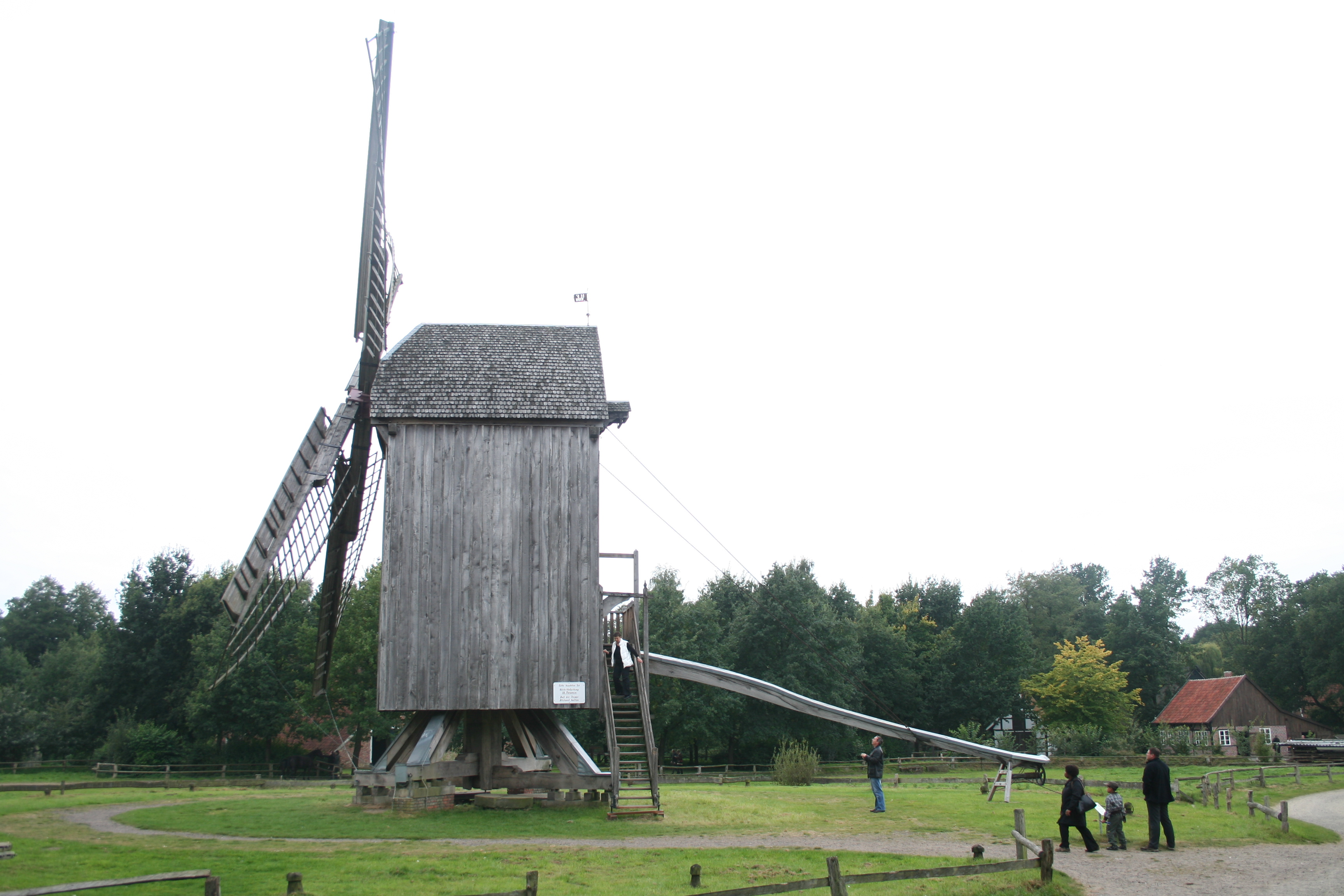
Erste Bockwindmühle 1450 in Birkholz (Beispiel).1912 durch Blitzeinschlag zerstört.
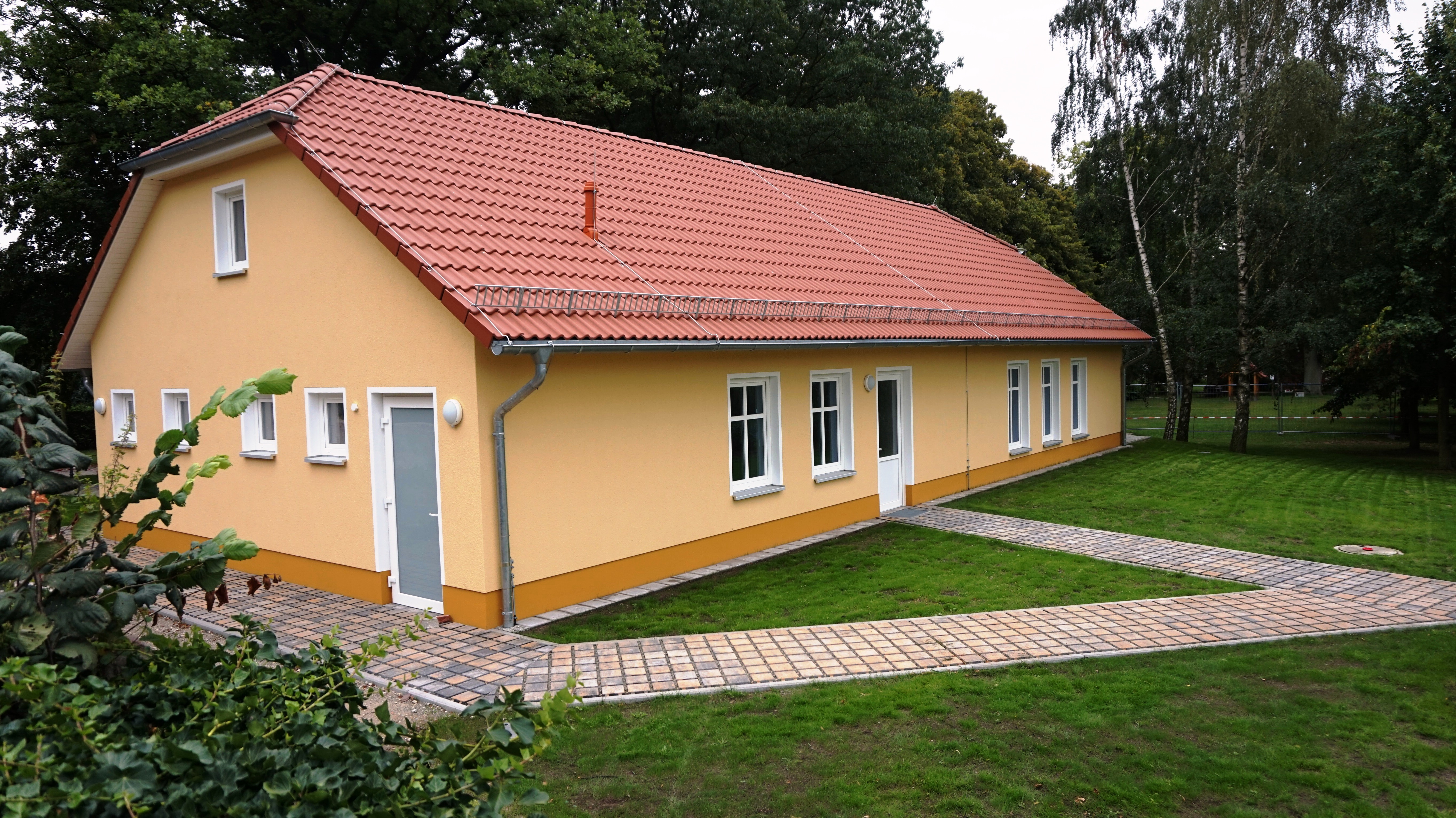
Das neue Dorfgemeinschaftshaus wurde am 7. Oktober 2016 von der Stadt Bernau übergeben
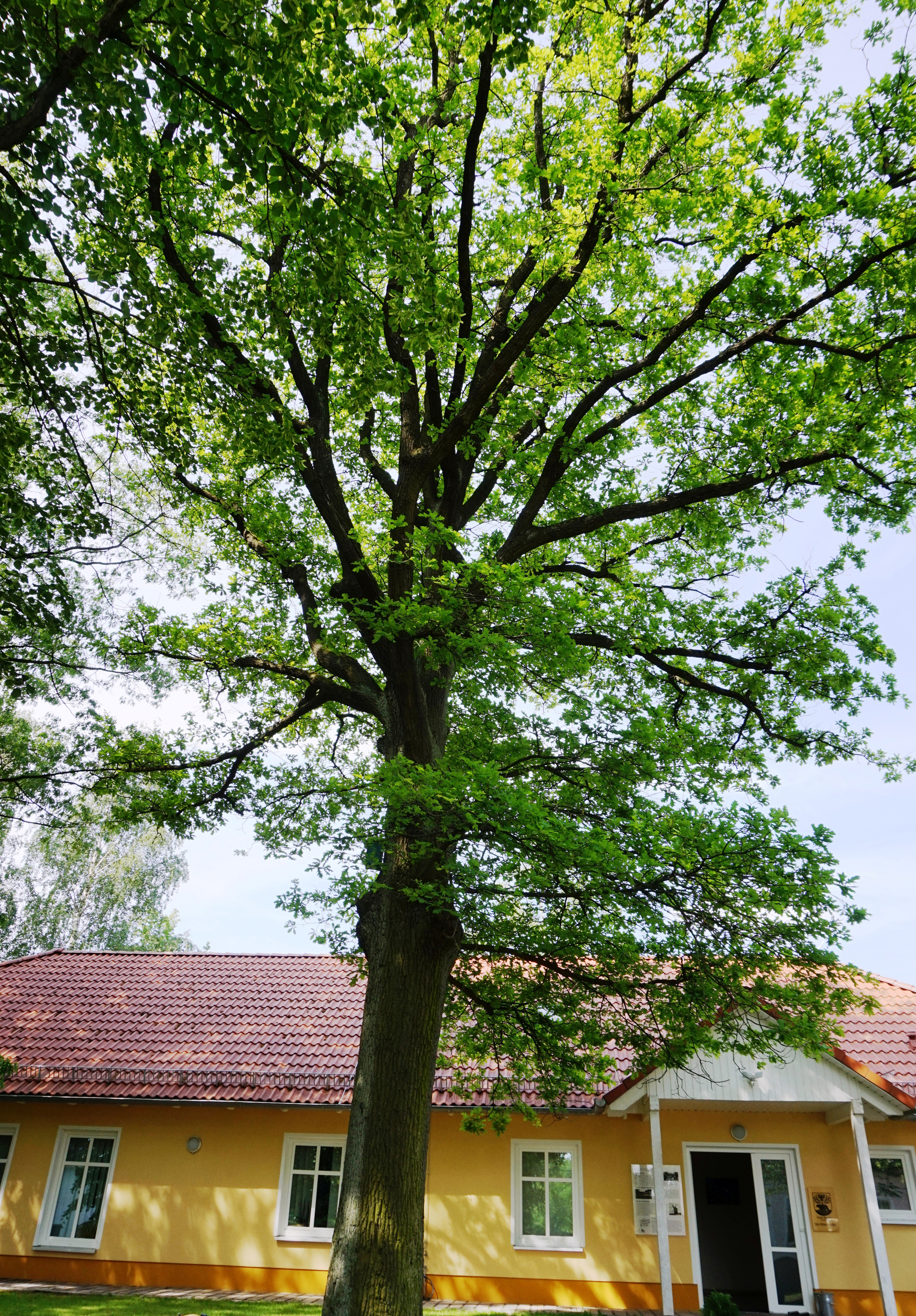
Die Kaisereiche von 1897
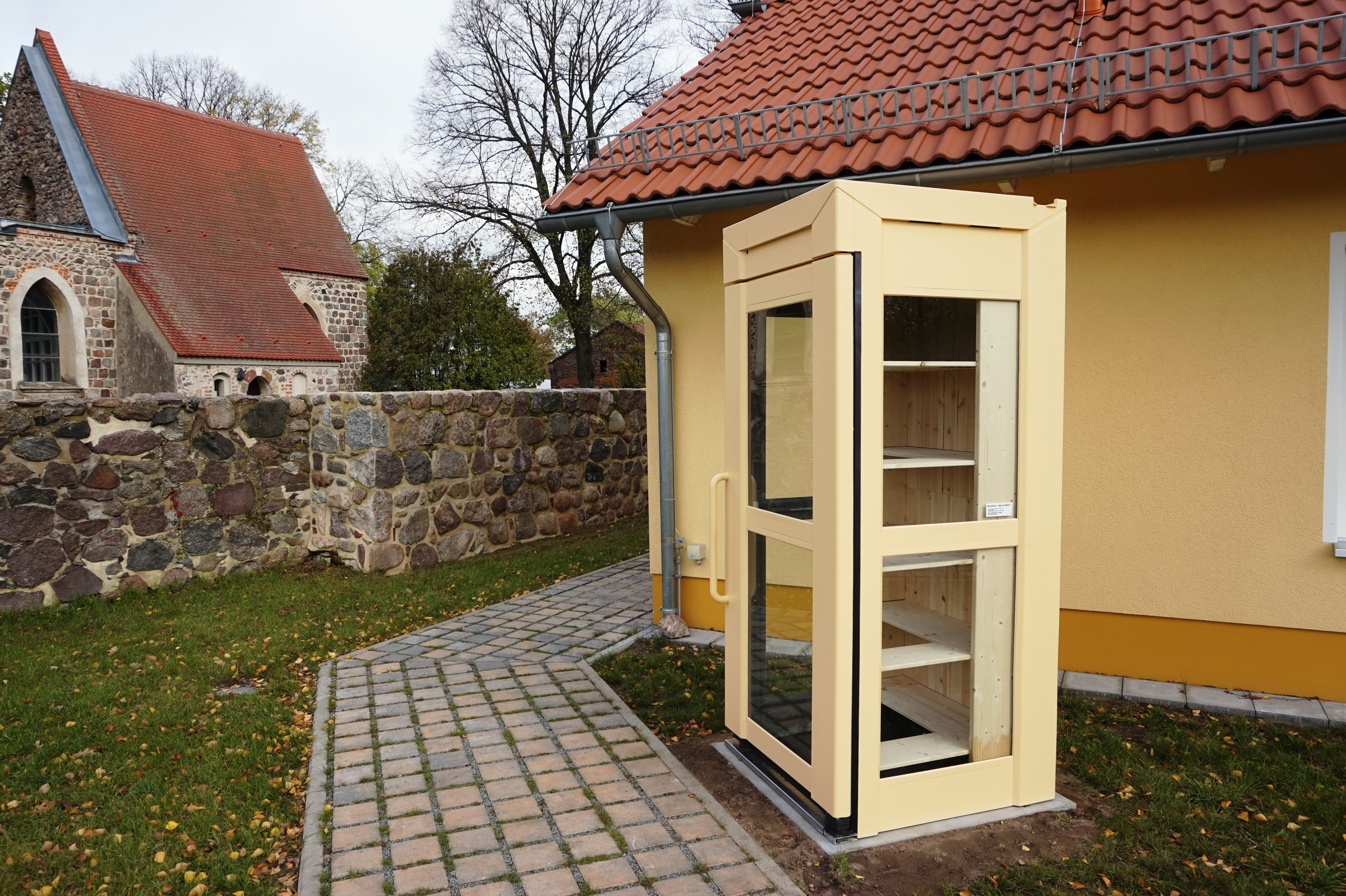
Öffentliche Büchertelefonzelle am Dorfgemeinschaftshaus 2019 aufgestellt
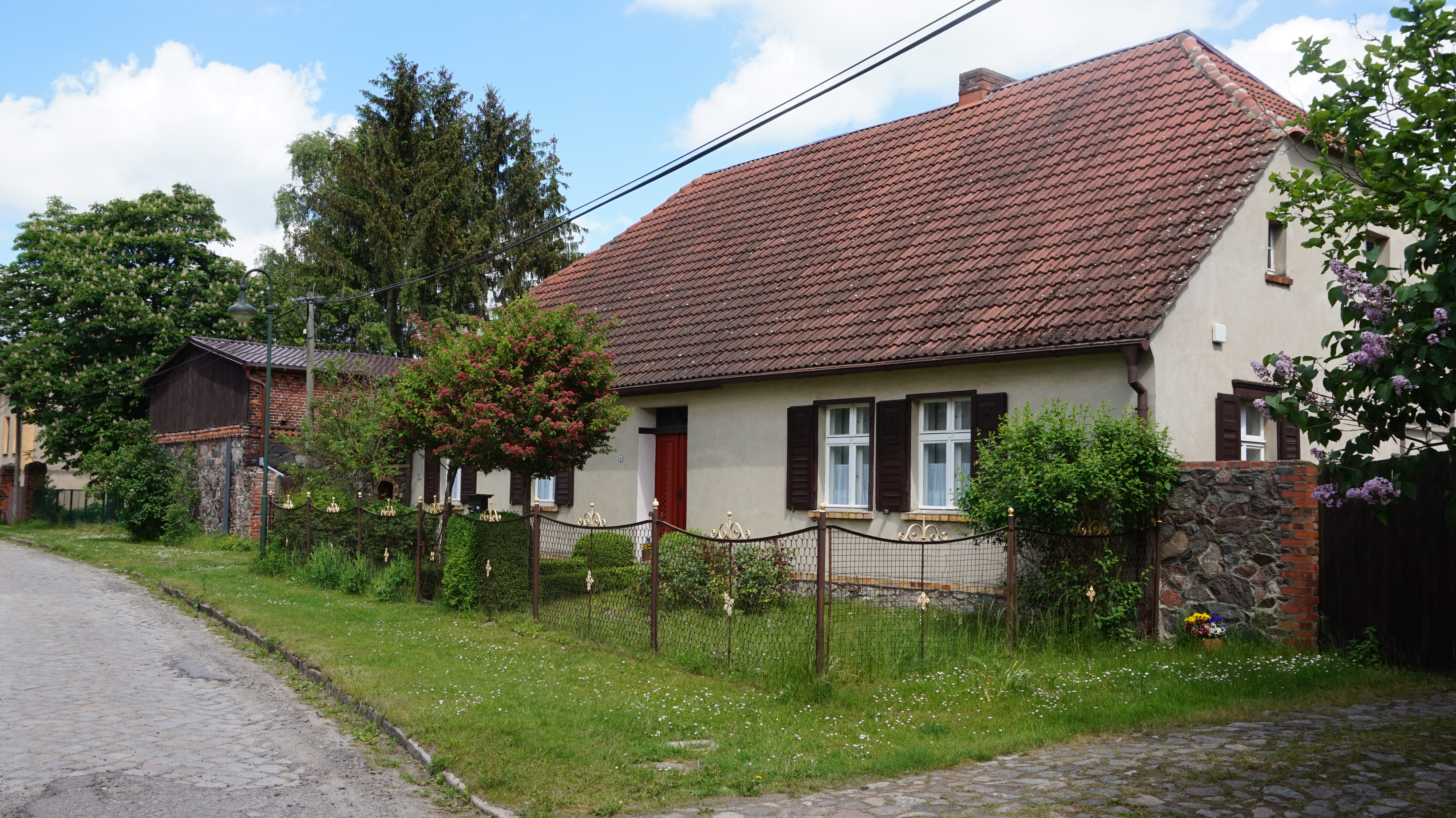
Baudenkmal Vierseithof Birkholz

## Verkehr
Durch den Ort führen die Landesstraßen L 312 und L 313. Unweit westlich verläuft die A 11. Sie mündet beim südlich gelegenen Autobahndreieck Barnim in die A 10. Nördlich des Ortes befindet sich auf der ehemaligen B 2 die Anschlussstelle Bernau-Süd der Bundesautobahn 11.
Die Buslinien 892 und 899 bieten Verbindungen in die Nachbarorte von Birkholz an. So ist auch das Stadtzentrum Bernaus schnell und unkompliziert erreichbar.

## Persönlichkeiten, die in Birkholz gewirkt haben oder wirken
- Gebrüder Peter und Hans von Blankenfelde[6]
- Gebrüder Hans und Heinrich von der Gröben[6]
- Copkinus von Grobyn. Er war bis 1370 mit Hebungen und Gerechtsamen in diesem Dorf belehnt gewesen.[33]
- Carl Justus Heckmann (1786–1878) war 1829 als Kupferschmied mit am Projekt des Kirchturmneubaus beteiligt.[28]
- Salomo Sachs (1772–1855), 1829 Projektierung und Bauleitung bei der Neuerrichtung des Birkholzer Kirchturms.[28]
- Carl August Mencke (1776–1841), 1829 Vergoldung des Turmkreuzes der Dorfkirche Birkholz.[28]
- Max Sperlich (* 1871), deutscher Ziseleur und Gründer der Berliner Bildgießerei Max Sperlich[34]
- Walter Sperlich (* 1912), deutscher Former und Sohn von Max Sperlich
- Rosemarie Spies (* 1928), Keramikerin

## Birkholz als Drehort
- Birkholz diente als Drehort für den 2018 erschienenen Film 25 km/h.[35]
- Für die Miniserie Tina mobil wurde der Ort 2021 genutzt.[36]